# Ministerium für Umwelt, Klima und Energiewirtschaft Baden-Württemberg

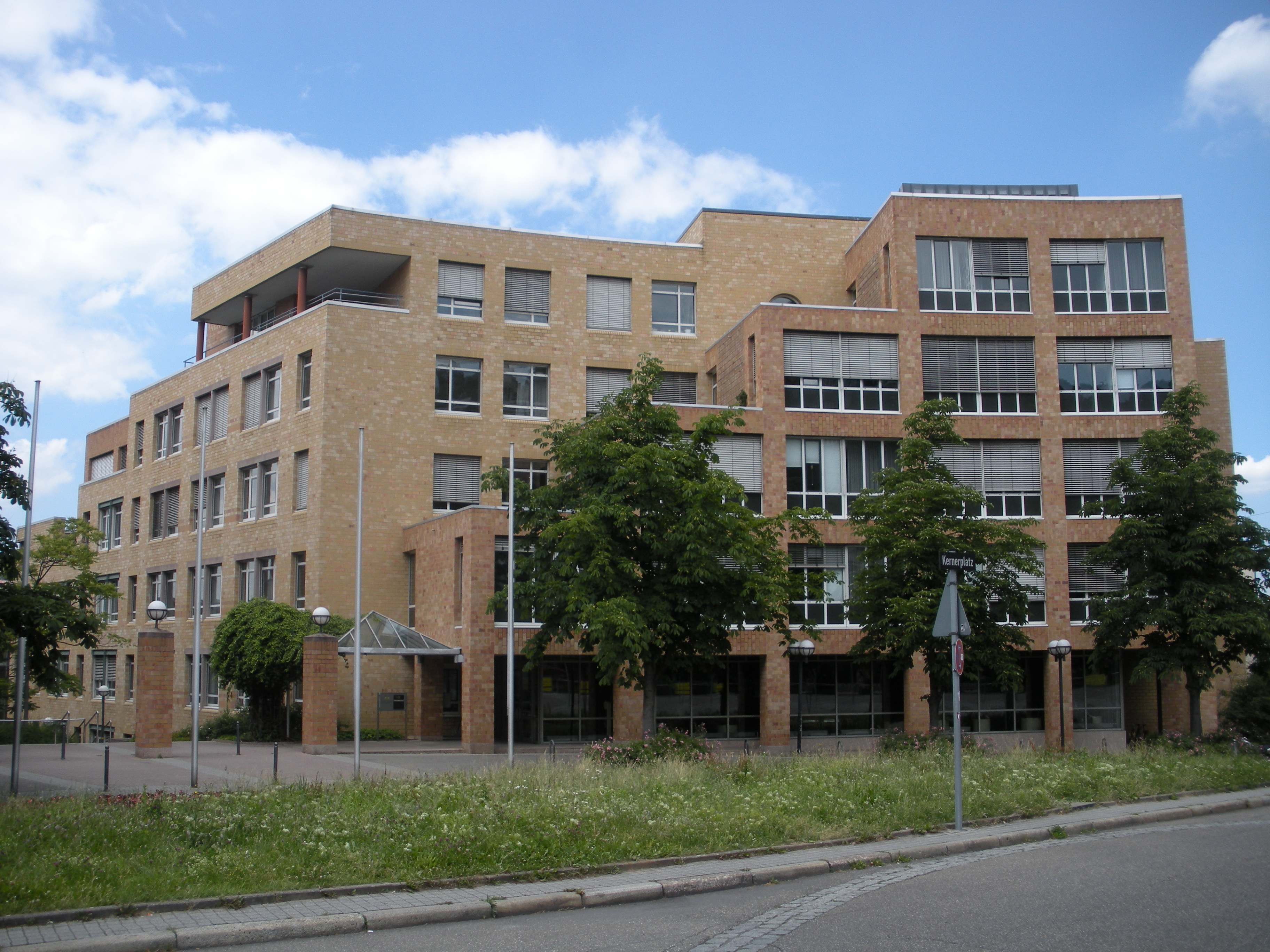
Sitz des Ministeriums für Umwelt, Klima und Energiewirtschaft am Kernerplatz 9 in Stuttgart

Das Ministerium für Umwelt, Klima und Energiewirtschaft Baden-Württemberg ist eine Oberste Landesbehörde. Es ist eines von zwölf Ministerien in der Verwaltung des Landes Baden-Württemberg. Die Behörde hat ihren Sitz am Kernerplatz 9 in der Landeshauptstadt Stuttgart.

## Leitung
Ministerin ist seit 2021 Thekla Walker (Grüne), Staatssekretär ist seit 2021 Andre Baumann (Grüne). Leitender Beamter und Amtschef ist seit 2021 Ministerialdirektor Michael Münter. Seit dem Regierungswechsel 2016 wird das Ministerium durch einen Staatssekretär unterstützt, die Position hat Andre Baumann inne.
Die Umweltminister seit 1987 finden sich in der Liste der Umweltminister von Baden-Württemberg.

## Geschichte
Das Ministerium wurde 1987 aus dem Ministerium für Ernährung, Landwirtschaft, Umwelt und Forsten herausgelöst und als eigenes Ministerium für Umwelt errichtet. 1996 wurde das Ministerium für Verkehr angeschlossen. Im April 2005 wechselte der Bereich Verkehr zum Innenministerium. Mit der Kabinettsumbildung durch Stefan Mappus im Februar 2010 wurde das Verkehrsministerium wieder dem Umweltministerium angeschlossen und dieses zum Ministerium für Umwelt, Naturschutz und Verkehr umstrukturiert. Nach dem Regierungswechsel im Mai 2011 erhielt der Bereich Verkehr wieder ein eigenes Ministerium (Ministerium für Verkehr und Infrastruktur Baden-Württemberg) und das Umweltministerium bekam seinen heutigen Namen, der nach dem Regierungswechsel 2016 beibehalten wurde.

## Geschäftsbereich
Zum Geschäftsbereich gehören:
1. Grundsatzfragen der Umweltpolitik, des Umweltrechts sowie des Klimaschutzes (etwa durch das 2015 von Baden-Württemberg und Kalifornien initiierte Under2MoU);
2. Koordinierung des Umweltschutzes (Land und Bund), internationaler Umweltschutz;
3. Umweltforschung;
4. Ökosystemschutz;
5. Wasserwirtschaft und Wasserrecht, Gewässerschutz, Ausweisung von Wasserschutzgebieten, Kartierung;
6. Immissionsbedingter Bodenschutz, Bewirtschaftungsbeschränkungen;
7. Abfallentsorgung, Abfallwirtschaft
8. Landesanstalt für Umweltschutz, Akademie für Natur- und Umweltschutz Baden-Württemberg, Umweltinformation;
9. Immissionsschutz, technischer Umweltschutz, technischer Arbeitsschutz und Sicherheit technischer Arbeitsmittel, Sprengstoffwesen, überwachungsbedürftige Anlagen nach dem Gerätesicherheitsgesetz, Gewerbeaufsicht (ohne sozialen Arbeitsschutz und Medizinprodukte) und Aufsicht über die Gentechnik;
10. Sicherheit in der Kerntechnik, Aufsicht nach dem Atomgesetz, Umweltradioaktivität, Strahlenschutz (mit Ausnahme der Röntgenverordnung), Entsorgung radioaktiver Stoffe.
11. Naturschutz

## Staatssekretäre
Seit der Gründung des Ministeriums standen den Ministern immer wieder auch Staatssekretäre zur Seite:
- 1987–1992: Werner Baumhauer, MdL
- 1992–1996: Peter Reinelt, MdL
- 1996–1998: Ulrich Müller, MdL
- 1998–2004: Stefan Mappus, MdL
- 2004–2005: Dieter Hillebrand, MdL
- 2016–2020: Andre Baumann
- seit Mai 2021: Andre Baumann, MdL

## Nachgeordnete Dienststellen
Dem Ministerium sind unter anderem folgende Dienststellen und Behörden unterstellt beziehungsweise zugeordnet beziehungsweise werden von diesem direkt oder indirekt beaufsichtigt:
- Landesanstalt für Umwelt Baden-Württemberg (LUBW) mit Sitz in Karlsruhe
- Nationalpark Schwarzwald mit Sitz am Ruhestein in Seebach (Baden)